# Porto Seguro (tiểu vùng)
Porto Seguro là một tiểu vùng thuộc bang Bahia, Brasil. Tiều vùng này có diện tích 27665 km², dân số năm 2007 là 634779 người.